# Hiroshi Miyauchi
Hiroshi Miyauchi (jap. 宮内洋 Miyauchi Hiroshi; ur. 14 czerwca 1947, prefektura Chiba) – japoński aktor. Najbardziej znany jest z tytułowej roli w serialu tokusatsu Kamen Rider V3. 

## Filmografia
- 1973: Kamen Rider V3: Shirō Kazami/Kamen Rider V3
- 1975: Himitsu Sentai Goranger: Akira Shinmei/Niebieski Ranger
- 1977: Kaiketsu Zubat: Ken Hayakawa/Zubat
- 1977: JAKQ Dengekitai: Sōkichi Banba/Wielka Jedynka
- 1982: Kosmiczny szeryf Gavan: Alan
- 1990: Tokkei Winspector: komendant Shunsuke Masaki
- 1991: Tokkyū Shirei Solbrain: komendant Shunsuke Masaki
- 1992: Tokusō Exceedraft: komendant Shunsuke Masaki
- 1995: Chōriki Sentai Ohranger: pułkownik Naoyuki Miura
- 2005: Kamen Rider The First: Tōbei Tachibana